# Донбасс Палас
«Донбасс Палас» — пятизвёздная гостиница в центре Донецка.

## Здание

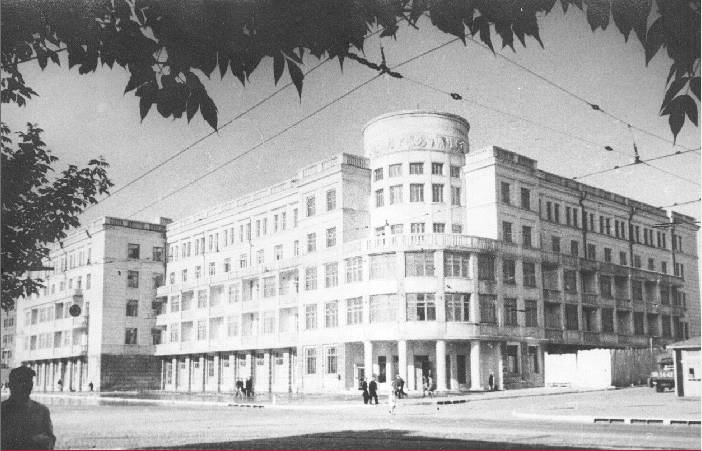
Гостиница «Донбасс» после окончания строительства, фото 1938 года

Взрыв гостиницы «Донбасс»

Ночью, фото 2008 года

Здание гостиницы «Донбасс» было построено в 1938 году по проекту И. Речаника и А. Шуваловой. Во время строительства проект был переработан Н. И. Порхуновым. Строительством гостиницы руководил Пантелей Тамуров. Здание гостиницы является образцом пышной советской архитектуры конца 1930-х годов. Здание гостиницы входит в архитектурный ансамбль площади Ленина.
Нижний этаж гостиницы был выполнен в виде мощного цоколя и облицован тёмно-коричневым полированным гранитом. Три верхних этажа были отделаны эркерами с лоджиями между ними. Пятый этаж был сделан в виде лёгкой галереи с белыми полуколоннами в простенках. Угловая башня круглая, увенчанная пилястрами и скульптурным поясом из мрамора. Здание венчала башня с позолочённым шпилем.
Угол здания был выполнен в виде цилиндрического барабана, который композиционно «пронизывал» три нижних этажа, «раздвигал» два верхних этажа и возвышался над зданием. На выступающей угловой трёхэтажной части здания были расположены шесть статуй лучших людей Донбасса, представителей основных профессий региона.
Объёмно-пространственная композиции здания основана на тектонике преодоления, что символизирует социально-экономическую суть региона и философию его ведущей угольной отрасли.
Во время оккупации Донецка в здании гостиницы размещался штаб гестапо германских оккупационных частей. Здание в военное время было частично разрушено.
С 1947 по 1949 годы здание гостиницы было реконструировано. Во время реконструкции не была восстановлена купольная часть из-за недостатка средств. В 1971 году донбасский Институт гражданского строительства провёл реставрационные работы.
В 2000 году владельцы гостиницы приняли решение снести существующее старое здание и построить на его месте новое, которое соответствовало первоначальному проекту и включало бы в себя купол. 26 февраля 2001 года старое здание гостиницы было взорвано.
Новое здание состоит из пяти этажей, двух дополнительных этажей в купольной части и служебного подвального помещения. Размеры: 52 метра в длину, 44 метра в ширину и 34 метра в высоту. В фундамент здания заложена капсула с посланием к потомкам.
Новое здание в общих чертах сохранило первоначальное композиционное начало.

## Гостиница
Гостиница «Донбасс» не работала с 1996 по 1999 годы, некоторые помещения сдавалась в аренду в качестве офисов. В 2000 году новые владельцы приняли решение о её сносе. Снос был разрешён, но при условии постройки на этом месте нового здания, которое бы не отличалось от старого. Впрочем, это условие не нарушало планы предпринимателей. В 2001 году здание было снесено. После строительства нового здания гостиница была открыта как элитный пятизвёздочный отель «Донбасс Палас». Открытие состоялось 15 мая 2004 года по «мягкому» пуску — в течение месяца открывались номера и сервисы.
Отель состоит из 129 номеров, трёх ресторанов, конференц-залов, также существуют представительский этаж на котором расположено 20 президентских номеров, в купольной части находится двухэтажный королевский номер.
Дизайн интерьеров выполнил Джон Твиди. Все номера в отеле не похожи один на другой — они разные по конфигурации и имеют много отличий, но при этом существует видимость единого стандарта. Оформление интерьеров продолжалось девять месяцев.
Для обслуживания клиентов в отеле работает 400 служащих.
Гостиница входит в отельный бизнес Группы ЭСТА. Владельцами гостиницы являются «Систем Кэпитал Менеджмент» (94 % акций) и футбольный клуб «Шахтёр» (6 % акций).
В 2005 году на конкурсе World Travel Awards «Донбасс Палас» был признан ведущим отелем Украины. Входит в международную ассоциацию «Great Hotels of the World» (лучшие отели мира).
В 2008 году в гостинице производились съёмки экранизации романа Дмитрия Герасимова «Крест в круге».